# 境長生
境 長生（さかい ちょうせい）は、日本のシンガーソングライター。

## 概要
1981年10月21日にビクターからデビューし、1980年代前半にシングル3枚、アルバム2枚を発表した（いずれもレコードで、CD化はされていない）。
その後は、ライブ活動を継続し、そのライブ映像のいくつかは、YouTubeで公開されている。また、自主制作CDを3枚発表している。

## ディスコグラフィ

### シングル
- いくたびも恋／気ままな旅（1981年、SV-7168）
  - いくたびも恋：作詞・作曲：境長生、編曲：星勝
  - 気ままな旅：作詞・作曲：境長生、編曲：難波正司
- 想いで行き／おりからの雨（1982年、SV-7228）
  - 想いで行き：作詞・作曲：境長生、編曲：戸塚修
  - おりからの雨：作詞・作曲：境長生、編曲：星勝
- 秋風の恋／ファウル・プレイ（1982年、SV-7254）
  - 秋風の恋：作詞・作曲：境長生、編曲：戸塚修
  - ファウル・プレイ：作詞・作曲：境長生、編曲：戸塚修

### アルバム
- スノウ・フレイク（1981年、SJX-30104）
  - Side 1-1：いくたびも恋（作詞・作曲：境長生、編曲：星勝）
  - Side 1-2：おりからの雨（作詞・作曲：境長生、編曲：星勝）
  - Side 1-3：九月（作詞・作曲：境長生、編曲：難波正司）
  - Side 1-4：とどかぬ想い（作詞・作曲：境長生、編曲：安田裕美・星勝）
  - Side 1-5：カーテンコール（作詞・作曲：境長生、編曲：難波正司）
  - Side 2-1：時は流れて（作詞・作曲：境長生、編曲：安田裕美・星勝）
  - Side 2-2：パウダー・スノウ（作詞・作曲：境長生、編曲：難波正司）
  - Side 2-3：気ままな旅（作詞・作曲：境長生、編曲：難波正司）
  - Side 2-4：街に抱かれて（作詞・作曲：境長生、編曲：星勝）
  - Side 2-5：暮れゆく景色に（作詞・作曲：境長生、編曲：星勝）

- FLIGHT 73（1982年、SJX-30170）
  - Side 1-1：ロンサム・ナイト（作詞・作曲：境長生、編曲：戸塚修）
  - Side 1-2：アクセル（作詞・作曲：境長生、編曲：戸塚修）
  - Side 1-3：夕暮刻（ゆうぐれごろ）（作詞・作曲：境長生、編曲：惣領泰則）
  - Side 1-4：秋風の恋（作詞・作曲：境長生、編曲：戸塚修）
  - Side 1-5：あの頃（作詞・作曲：境長生、編曲：惣領泰則）
  - Side 2-1：ラブ・レター（作詞・作曲：境長生、編曲：惣領泰則）
  - Side 2-2：男と女（作詞・作曲：境長生、編曲：惣領泰則）
  - Side 2-3：ファウル・プレイ（作詞・作曲：境長生、編曲：戸塚修）
  - Side 2-4：翼（作詞・作曲：境長生、編曲：惣領泰則）

- under tone（2010年）
  - 1.星空
  - 2.海岸線
  - 3.ひまわり
  - 4.CUT
  - 5.君の名をつぶやく夜に
  - 6.Crazy Love
  - 7.東京
  - 8.パウダースノウIII
  - 9.OK!!
  - 10.遠くへ

- Scratch Mark（2014年6月、LIVEアルバム）
  - 1.それから
  - 2.海岸線
  - 3.カーテンコール
  - 4.いくたびも恋
  - 5.ルメール
  - 6.ひまわり
  - 7.Slip Slider
  - 8.GOAL
  - 9.雨
  - 10.東京
  - 11.きっと大丈夫
  - 12.OK!
  - 13.Song Writer

- In or Out（2021年10月21日）
  - 1.Slip Slider
  - 2.デリカシー
  - 3.ロイスの傷跡
  - 4.シルク＆デニム
  - 5.雨
  - 6.混沌
  - 7.三日月
  - 8.面影
  - 9.存在
  - 10.ほおずき
  - 11.その場所まで
  - 12.ほんとうのこと

### オムニバス
- 北海道ソウルバラード（2006年2月、ビクターエンタテインメント VICL-61895）

5曲目『いくたびも恋』、13曲目『カーテンコール』の2曲を収録

## 楽曲提供
- 堀江淳「エメラルド・ヴュー」（作詞）
- 岩崎宏美「五線紙の上」（作詞・作曲）